# Campeonato Mundial de Halterofilismo de 2023 - Até 76 kg feminino
A categoria até 76 kg feminino foi um evento do Campeonato Mundial de Halterofilismo de 2023, disputado em Riade, na Arábia Saudita, no dia 14 de setembro de 2023.

## Calendário
Horário local (UTC+3)
| Dia            | Horário | Fase    |
| -------------- | ------- | ------- |
| 14 de setembro | 09:00   | Grupo C |
| 14 de setembro | 14:00   | Grupo B |
| 14 de setembro | 16:30   | Grupo A |

## Medalhistas
| Evento    | Ouro             | Ouro   | Prata                | Prata  | Bronze               | Bronze |
| --------- | ---------------- | ------ | -------------------- | ------ | -------------------- | ------ |
| Arranque  | Sara Ahmed (EGY) | 108 kg | Kim Su-hyeon (KOR)   | 106 kg | Hellen Escobar (COL) | 106 kg |
| Arremesso | Sara Ahmed (EGY) | 138 kg | Hellen Escobar (COL) | 136 kg | Bella Paredes (ECU)  | 135 kg |
| Total     | Sara Ahmed (EGY) | 246 kg | Hellen Escobar (COL) | 242 kg | Bella Paredes (ECU)  | 240 kg |

## Recordes
Antes desta competição, o recorde mundial da prova era o seguinte:
| Recorde         | Tipo      | Atleta             | Peso   | Local   | Data                    |
| Recorde Mundial | Arranque  | Rim Jong-sim (PRK) | 124 kg | Pattaya | 24 de setembro de 2019  |
| Recorde Mundial | Arremesso | Zhang Wangli (CHN) | 156 kg | Fucheu  | 26 de fevereiro de 2019 |
| Recorde Mundial | Total     | Rim Jong-sim (PRK) | 278 kg | Liampó  | 26 de abril de 2019     |

## Resultado
Os resultados foram os seguintes.
| Pos.              | Atleta                       | Grupo | Arranque (kg) | Arranque (kg) | Arranque (kg) | Arranque (kg)     | Arremesso (kg) | Arremesso (kg) | Arremesso (kg) | Arremesso (kg)    | Total      |
| Pos.              | Atleta                       | Grupo | 1             | 2             | 3             | Resultado         | 1              | 2              | 3              | Resultado         | Total      |
| ----------------- | ---------------------------- | ----- | ------------- | ------------- | ------------- | ----------------- | -------------- | -------------- | -------------- | ----------------- | ---------- |
| Medalha de ouro   | Sara Ahmed (EGY)             | A     | 108           | —             | —             | Medalha de ouro   | 138            | —              | —              | Medalha de ouro   | 246        |
| Medalha de prata  | Hellen Escobar (COL)         | A     | 103           | 103           | 106           | Medalha de bronze | 132            | 136            | 140            | Medalha de prata  | 242        |
| Medalha de bronze | Bella Paredes (ECU)          | A     | 105           | 105           | 107           | 4                 | 131            | 135            | 137            | Medalha de bronze | 240        |
| 4                 | Kim Su-hyeon (KOR)           | A     | 104           | 106           | 109           | Medalha de prata  | 133            | 133            | 137            | 4                 | 239        |
| 5                 | Dilara Narin (TUR)           | A     | 100           | 103           | 105           | 5                 | 130            | 134            | 135            | 5                 | 233        |
| 6                 | Kelin Jiménez (ECU)          | A     | 98            | 101           | 102           | 8                 | 124            | 130            | 130            | 6                 | 232        |
| 7                 | Shania Bedward (CAN)         | A     | 95            | 99            | 102           | 9                 | 119            | 119            | 126            | 8                 | 218        |
| 8                 | Aray Nurlybekova (KAZ)       | B     | 93            | 97            | 97            | 10                | 118            | 118            | 124            | 9                 | 215        |
| 9                 | Laura Vest Tolstrup (DEN)    | B     | 89            | 92            | 93            | 12                | 116            | 116            | 120            | 10                | 209        |
| 10                | Gintarė Bražaitė (LTU)       | B     | 91            | 95            | 95            | 11                | 111            | 113            | 117            | 11                | 208        |
| 11                | Ryna Litoshyk (ANA)          | B     | 87            | 89            | 91            | 14                | 106            | 109            | 111            | 12                | 202        |
| 12                | Ivona Gavran (CRO)           | B     | 86            | 89            | 91            | 13                | 105            | 110            | 113            | 13                | 201        |
| 13                | Patricie Ježková (CZE)       | B     | 86            | 89            | 90            | 17                | 104            | 108            | 110            | 14                | 196        |
| 14                | Jutta Selin (FIN)            | B     | 88            | 88            | 90            | 15                | 108            | 112            | 112            | 16                | 196        |
| 15                | Nina Rondziková (SVK)        | B     | 84            | 87            | 90            | 16                | 104            | 107            | 110            | 18                | 194        |
| 16                | Susan Plakke (NED)           | C     | 85            | 90            | 93            | 18                | 105            | 105            | 108            | 15                | 193        |
| 17                | Ali Yusuf Yahya Zainab (BHR) | C     | 78            | 81            | 84            | 19                | 100            | 104            | 107            | 17                | 188        |
| 18                | Abrar Al-Fahad (KUW)         | C     | 75            | 79            | 82            | 22                | 102            | 105            | 105            | 19                | 184        |
| 19                | Desponia Charitopoulou (GRE) | C     | 80            | 80            | 83            | 21                | 100            | 105            | 105            | 21                | 180        |
| 20                | Polina Guryeva (TKM)         | C     | 73            | 76            | 79            | 23                | 98             | 101            | 102            | 20                | 178        |
| 21                | Maria Tavares (POR)          | C     | 76            | 78            | 81            | 20                | 92             | 97             | 97             | 22                | 173        |
| 22                | Layan Al-Qurashi (KSA)       | C     | 55            | 55            | 61            | 24                | 65             | 70             | 73             | 23                | 128        |
| —                 | Elaheh Razzaghi (IRI)        | B     | 90            | 91            | 93            | —                 | 113            | 118            | 119            | 7                 | —          |
| —                 | Erica Sinisterra (COL)       | A     | 100           | 103           | 105           | 6                 | 130            | 130            | 130            | —                 | —          |
| —                 | Meredith Alwine (USA)        | A     | 103           | 103           | 103           | 7                 | 135            | —              | —              | —                 | —          |
| —                 | Gülnabat Kadyrowa (TKM)      | C     | —             | —             | —             | —                 | —              | —              | —              | —                 | —          |
| —                 | Marie Fegue (FRA)            | C     | —             | —             | —             | —                 | —              | —              | —              | —                 | —          |
| —                 | Gunel Valiyeva (AZE)         | A     | Não largou    | Não largou    | Não largou    | Não largou        | Não largou     | Não largou     | Não largou     | Não largou        | Não largou |
| —                 | Parisa Jahanfekrian (WRT)    | B     | Não largou    | Não largou    | Não largou    | Não largou        | Não largou     | Não largou     | Não largou     | Não largou        | Não largou |
| —                 | Hadijja Nankanjja (UGA)      | C     | Não largou    | Não largou    | Não largou    | Não largou        | Não largou     | Não largou     | Não largou     | Não largou        | Não largou |
| —                 | Rayssa Djifack (CMR)         | C     | Não largou    | Não largou    | Não largou    | Não largou        | Não largou     | Não largou     | Não largou     | Não largou        | Não largou |